# Centauri
Centauri o amb el nom científic Centaurium Hill., és un gènere de plantes amb flor de la família Gentianaceae.

## Característiques
Aquestes plantes es troben a Euràsia. Pertanyen a la tribu Chironieae, subtribu Chironiinae. El nom d'aquest gènere prové del centaure Quiró, famós a la mitologia grega perquè coneixia profundament les herbes medicinals.
Fins al 2004, Centaurium tenia unes cinquanta espècies. Aquesta classificació, però, era polifilètica i el gènere es va dividir en quatre: Centaurium sensu stricto, Zeltnera, Gyrandra i Schenkia.

## Taxonomia
- C. barrelieri (Duf.) F. Q. & Rothm.
- C. bianoris (Sennen) Sennen
- C. calycosum (Buckley) Fernald
- C. capense Broome
- C. centaurioides (Roxb.) Rolla Rao & Hemadri
- C. chloodes (Brot.) Samp.
- C. davyi (Jeps.) Abrams
- C. erythraea Rafn - herba de Santa Margarida
- C. exaltatum (Griseb.) W. Wight ex Piper
- C. favargeri Zeltner
- C. gypsicola (Boiss. & Reut.) Ronniger
- C. littorale (D. Turner) Gilmour
- C. mairei Zeltner
- C. majus (Hoffmgg. & Link) Ronniger
- C. malzacianum Maire
- C. maritimum (L.) Fritch
- C. pulchellum (Sw.) Druce
- C. quadrifolium (L.)
- C. scilloides (L. fil.) Samp.
- C. serpentinicola A. Carlström
- C. somedanum Lainz
- C. suffruticosum (Griseb.) Ronniger
- C. tenuiflorum (Hoffmgg. & Link) Fritsch
- C. turcicum (Velen.) Ronnige